# Papilio elephenor
Papilio elephenor är en fjärilsart som beskrevs av Doubleday 1845. Papilio elephenor ingår i släktet Papilio och familjen riddarfjärilar. Inga underarter finns listade i Catalogue of Life.